# Flavy-le-Martel
 Flavy-le-Martel  là một xã ở tỉnh Aisne, vùng Hauts-de-France thuộc miền bắc nước Pháp.